# Heliconia gaiboriana
Heliconia gaiboriana är en enhjärtbladig växtart som beskrevs av Abalo och G.Morales. Heliconia gaiboriana ingår i släktet Heliconia och familjen Heliconiaceae. Inga underarter finns listade.